# جمع مطاط

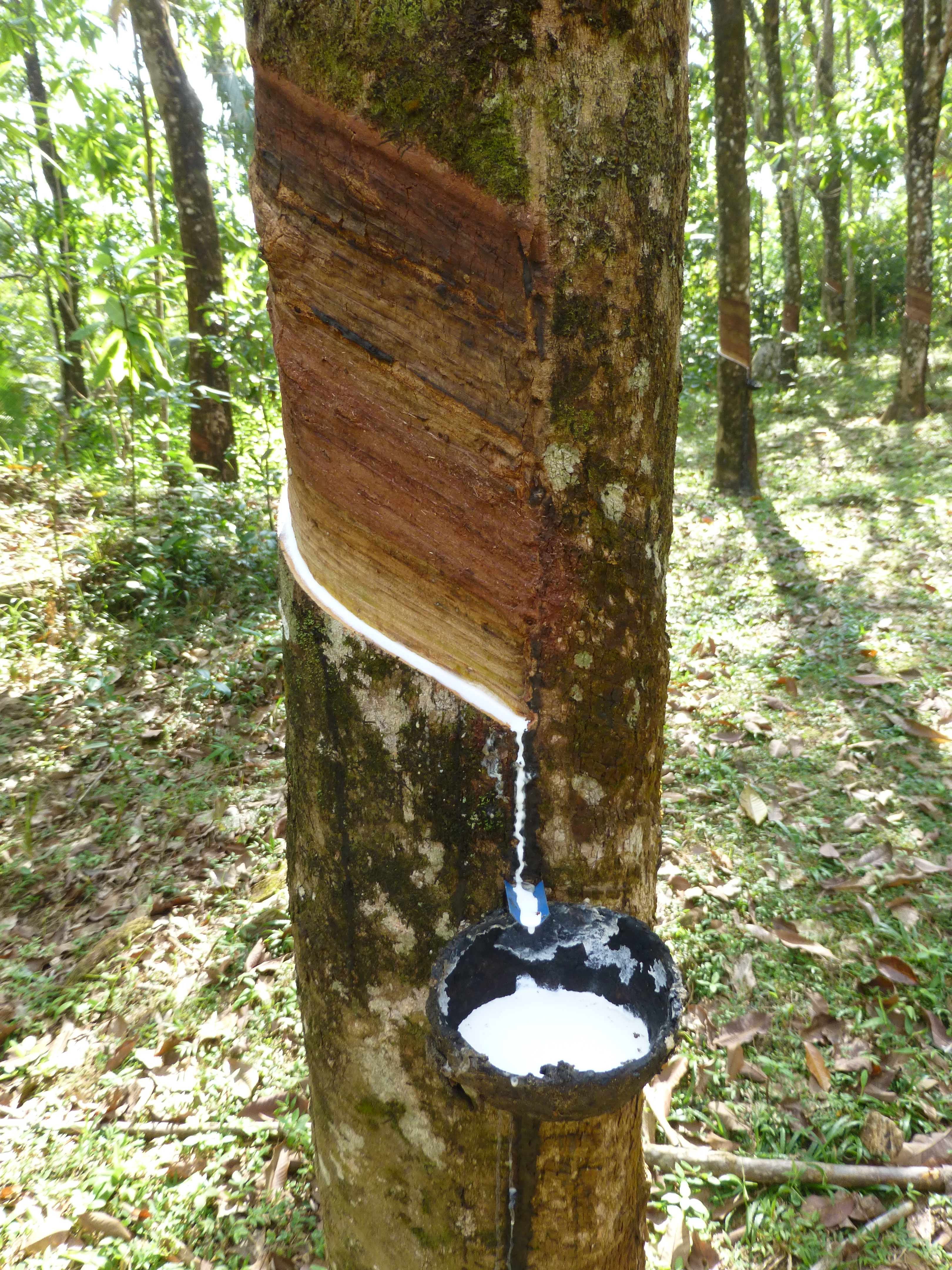
جمع المطاط في سيريلانكا

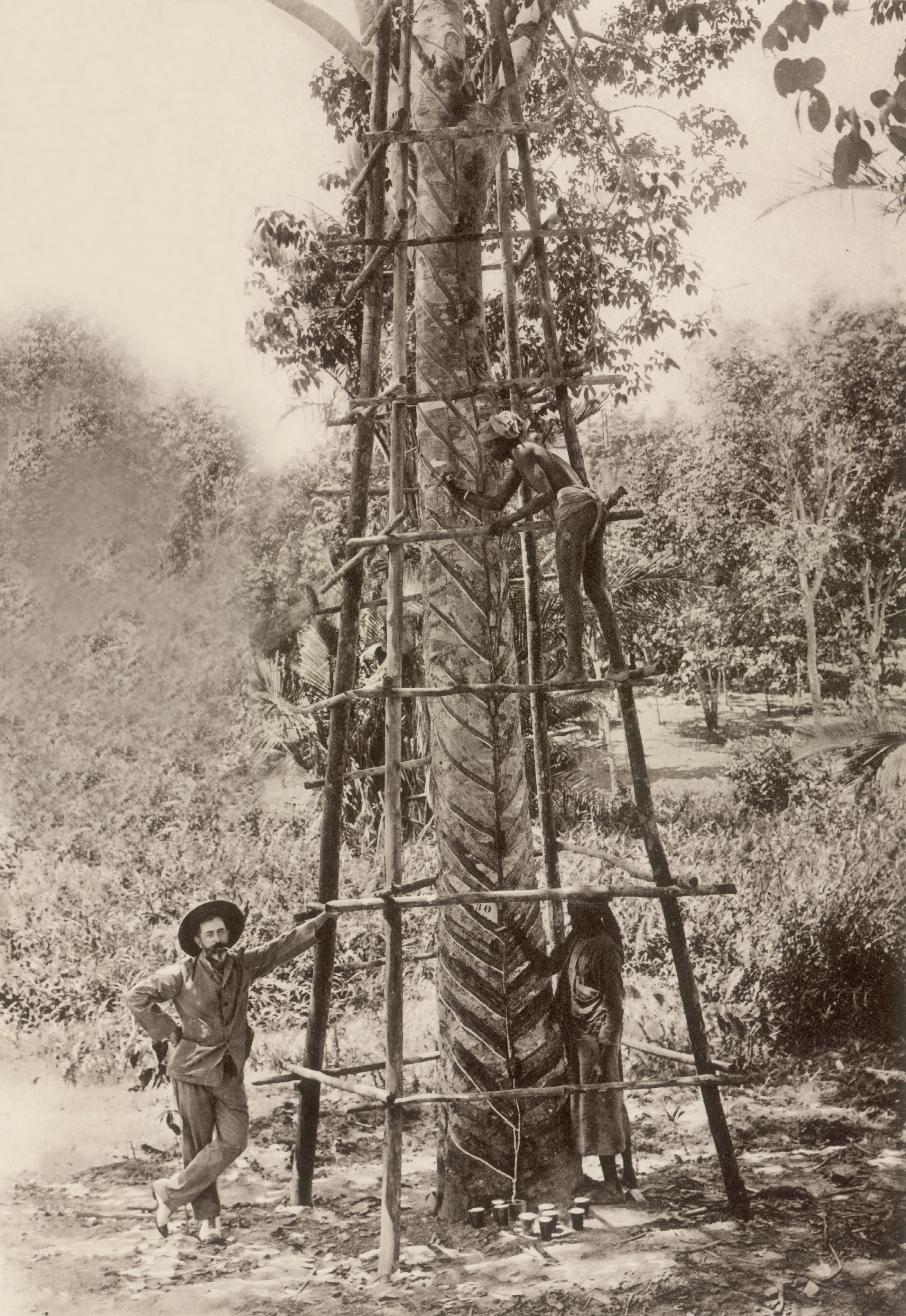
جمع المطاط في ملايا البريطانية عام 1910

جمع المطاط هي عملية يتم من خلالها جمع الثى من شجرة المطاط. يتم حصاد مادة الثى عن طريق عمل فتحات على لحاء الشجرة على عمق ربع بوصة بسكين وتقشير اللحاء. يجب أن يكون عمر الأشجار حوالي ست سنوات وقطرها ست بوصات ليتم استغلالها في هذه العملية.
جمع المطاط لا يضر بالغابة، لأنه لا يتطلب قطع الشجرة من أجل استخراج اللاتكس. غابة المطاط هي بالضرورة غابة ثانوية قديمة، تشبه بقوة الغابة الأولية. وثراء الأنواع في الغابة الثانوية هو حوالي نصف ثراء الغابة الأولية. وجد ميكون ودي فورستا (1994) أن عينات من مواقع غابة المطاط تحتوي على 92 نوعًا من الأشجار، و 97 من النباتات المتسلقة، و 28 من النبات الهوائية مقارنة بـ 171 و 89 و 63 على التوالي، في الغابة الأولي، قدر ثيوالي عام 1995 أن مطاط الغابة يدعم حوالي 137 نوعًا من الطيور، مقابل 241 في الغابة الأولية نفسها. من المتوقع أن تشبه غابة المطاط الغابات الأولية في وظائفها الهيدرولوجية. مزارع أشجار المطاط أحادية الثقافة لها تأثير سلبي على البيئة أقل بكثير من المحاصيل الأخرى، مثل القهوة أو زيت النخيل على وجه الخصوص.

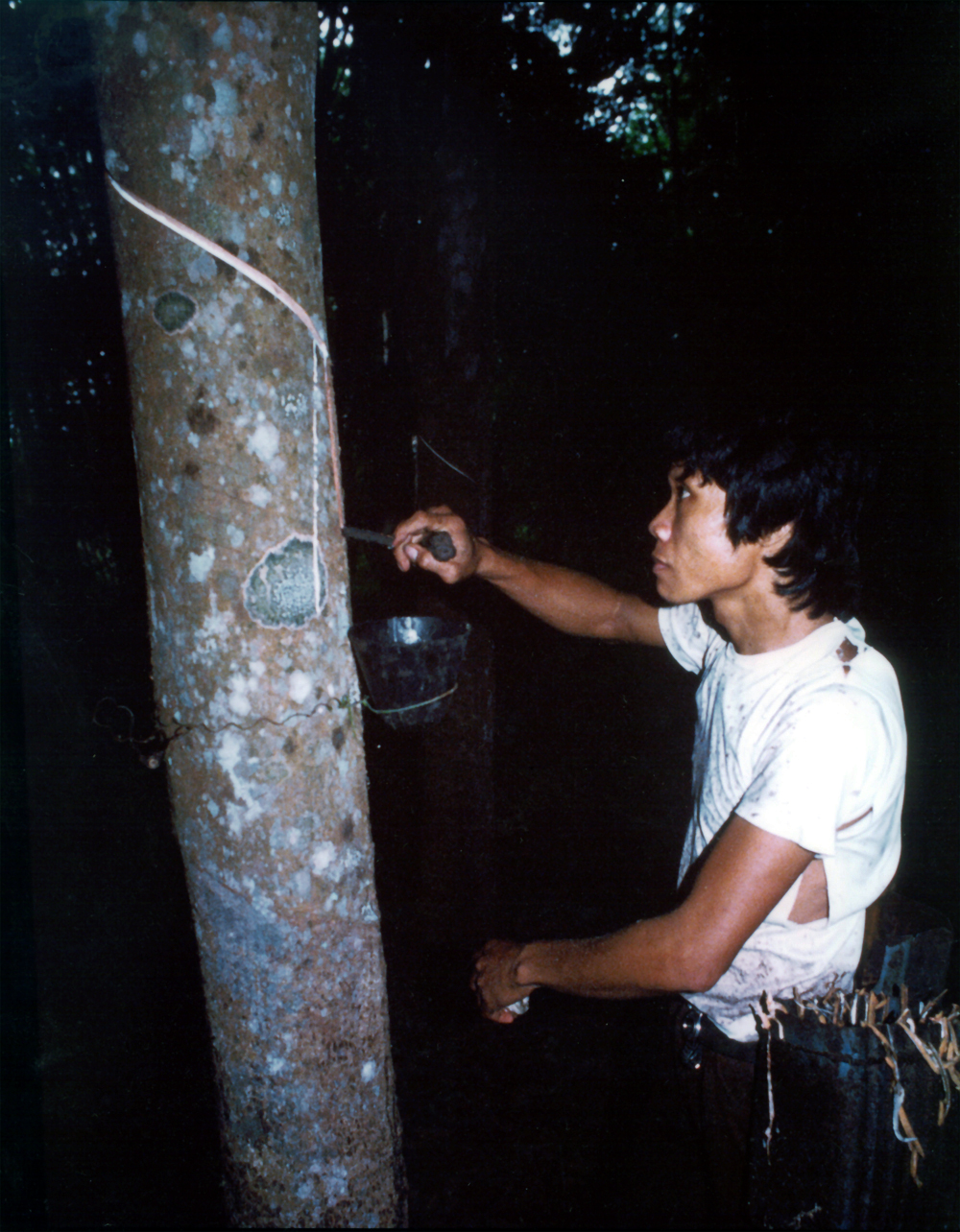
جمع المطاط في الفيليبين

## عملية الجمع
في كل ليلة، يجب أن يزيل جامع المطاط طبقة رقيقة من اللحاء على طول نصف لولب لأسفل على جذع الشجرة. إذا تم ذلك بعناية وبمهارة، فإن لوح الجمع سوف يحصد لثى لمدة تصل إلى خمس ساعات. ثم يتم الحصاد على الجانب المقابل، مما يسمح لهذا الجانب بالشفاء. يسمح التجريح الحلزوني للثي بالسريان إلى كأس التجميع. يتم العمل ليلًا أو في الصباح الباكر قبل أن ترتفع درجة حرارة اليوم، وبذلك فإن مادة الثىسوف تقطر لفترة أطول قبل التخثر وإغلاق الجرح.
اعتمادًا على المنتج النهائي، يمكن إضافة مواد كيميائية إضافية إلى كوب اللاتكس للحفاظ على اللاتكس لفترة أطول. يساعد محلول الأمونيا على منع التخثر الطبيعي ويسمحلثى بالبقاء في حالته السائلة. حلت الأكياس البلاستيكية التي تحتوي على مادة تمنع تجمد المطاط محل الأكواب في العديد من المزارع في ماليزيا.